# 异株百里香
异株百里香（学名：Thymus marschallianus）是唇形科百里香属的植物。分布在俄罗斯以及中国大陆的新疆等地，生长于海拔1,000米至2,500米的地区，见于多石斜坡、山沟、盆地和水边，目前尚未由人工引种栽培。